# 野村勘左衛門
野村 勘左衛門（のむら かんざえもん、1870年3月13日（明治3年2月12日） - 1951年（昭和31年）8月6日）は、日本の政治家。衆議院議員（1期）。

## 経歴
福井県出身。1890年、東京専門学校政治科卒。日清、日露の両戦争に従軍し、陸軍歩兵大尉となる。農業を営み、坂井郡会議員、福井県会議員、所得税調査委員、地方森林会議員、坂井郡教育会長、福井県教育会副会長、同県救済改良協会副会長となる。
1920年の第14回衆議院議員総選挙において福井3区から立憲政友会公認で立候補して当選する。衆議院議員を1期務め、1924年の第15回衆議院議員総選挙では政友本党公認で立候補して落選した。1951年に死去した。

## 家族
- 実父・加藤与次兵衛（先代） ‐ 大庄屋
- 養父・野村勘左衛門（先代）
- 兄・高島茂平
- 兄・加藤与次兵衛
- 弟・野村行一